# Albert Simonin
Albert Simonin (18 de abril de 1905 – 15 de febrero de 1980) fue un escritor y guionista francés, autor de novelas policíacas en las que se utilizaba el argot en el ámbito de la delincuencia organizada francesa. Su trilogía de éxito dedicada a un envejecido mafioso, Max le Menteur, fue adaptada al cine (Touchez pas au grisbi, Le cave se rebiffe y Les Tontons flingueurs). 
Autor de un diccionario de argot publicado en 1957, Albert Simonin reprodujo en sus novelas el habla de los matones con una gran exactitud y precisión. Su estilo estaba sujeto a los efectos de la moda y a la obsolescencia inherente del lenguaje de la calle, y legitimó su empleo en literatura preparando el camino de autores como Frédéric Dard o Jean Vautrin. 

## Biografía
Nacido en París, Francia, era hijo de un florista. Albert Simonin dejó la escuela pública para, a partir de los 12 años, trabajar en diversas actividades, como electricista o distribuidor de perlas. Periodista en L'Intransigeant, fue responsible de la sección de deportes. También taxista, utilizó su experiencia para escribir un reportaje novelado, Voilà Taxi. De vuelta al periodismo, escribió para L’Intransigeant una columna diaria, Billet de l’Homme de la Rue, y dio a las revistas Voilà y Détective una serie de reportajes sobre la vida secreta de París.
En 1940, Henri Philippon le llevó al periódico pétainista La France au travail, del que fue redactor bajo la dirección de Henry Coston. En 1941, cuando la línea editorial fue reorientada por los hombres de Pierre Laval acentuando el colaboracionismo, le asignaron labores técnicas de diseño en el Bulletin d'information anti-maçonnique, oficina de propaganda antisemita y antimasónica financiada por la Ocupación Alemana. Asistió a Henry Coston en la publicación de un folleto de edición confidencial, Le bourrage de crâne. Comment la Presse Trompait l’Opinion. Los autores denunciaban una prensa de período de entreguerras que, bajo la influencia internacional de « misteriosos filántropos», habría hecho creer en la invencibilidad de Francia exaltando el Armisticio del 11 de noviembre de 1918 y contribuyendo a la derrota oponiéndose sistemáticamente a la Alemania nazi. Tras la Liberación, Albert Simonin fue condenado a una pena de cinco años de reclusión, que cumplió hasta 1950, siendo entonces liberado por un decreto de amnistía.
En 1953 publicó Touchez pas au grisbi!. Este libro le dio la celebridad desde su aparición, obteniendo el Prix des Deux Magots. Era la primera parte de una nostálgica trilogía dedicada a un envejecido mafioso, Max le Menteur, que fue adaptada al cine por Jacques Becker al año siguiente. Las dos siguientes obras de la trilogía fueron adaptadas por Gilles Grangier (Le cave se rebiffe, 1961) y Georges Lautner (Les Tontons flingueurs, 1963), aunque su contenido no era fiel a las novelas.
En 1960, con Du mouron pour les petits oiseaux, hizo su entrada en la prestigiosa colección blanca de Gallimard. Entre 1968 y 1971, Albert Simonin escribió su segunda trilogía (Le Hotu, Le Hotu s'affranchit, Hotu soit qui mal y pense), ambientada en los años 1920 con el fin de desmarcarse de las producciones del momento. En su última novela, l'Élégant, publicada en 1973, el héroe del libro, tras diez años en prisión, redescubría con tristeza un París que ya no reconocía. 
Simonin se consagró después a la escritura de una autobiografía, Confessions d'un enfant de la Chapelle (1977), en la que describía su barrio miserable a principios de siglo, su dolorosa entrada en el mundo laboral, sus primeros amores y otros hechos, todo ello digno de la obra de Louis-Ferdinand Céline Mort à crédit. 
El diccionario escrito por Simonin, Le Petit Simonin illustré, dictionnaire d'usage (1957), se reeditó en 1968 con el título Le Petit Simonin illustré par l'exemple.
Albert Simonin falleció en París en 1980, y fue enterrado en el cementerio de Montrouge. Su viuda y segunda esposa, la periodista Marie-Hélène Bourquin, falleció en 2016.

## Publicaciones
Novelas
- Trilogía de Max le Menteur
  - Touchez pas au grisbi! , prefacio de Pierre Mac Orlan, Prix des Deux-Magots de 1953 ; adaptada al cine por Jacques Becker en 1954
  - Le cave se rebiffe, 1954 ; adaptación a la pantalla de Gilles Grangier en 1961
  - Grisbi or not grisbi, 1955 ; adaptación a la pantalla de Georges Lautner en 1963
- Une balle dans le canon, 1958
- Du mouron pour les petits oiseaux, 1960
- Trilogie du Hotu
  - Le Hotu, chronique de la vie d'un demi-sel, première époque, 1968
  - Le Hotu s'affranchit, chronique de la vie d'un demi-sel, deuxième époque, 1969
  - Hotu soit qui mal y pense, chronique de la vie d'un demi-sel, troisième et dernière époque, 1971, Premio Mystère de la Critique 1972
- L'Élégant, 1973

Recuerdos
- Confessions d'un enfant de la Chapelle, 1977

Ensayos
- Voilà Taxi, en colaboración con Jean Bazin, 1935
- Le bourrage de crâne, en colaboración con Henry Coston, 1942
- Le Petit Simonin illustré, dictionnaire d'usage, ilustraciones de Paul Grimault, 1957
- Lettre ouverte aux voyous, Albin Michel, 1966
- Le savoir vivre chez les truands, Hachette, 1967

## Actividades cinematográficas
Simonin intervino en los guiones de los siguientes filmes:
- 1953 : Touchez pas au grisbi, de Jacques Becker, con Jean Gabin y Jeanne Moreau…
- 1957 : Le Feu aux poudres, de Henri Decoin
- 1961 : Le cave se rebiffe, de Gilles Grangier, diálogos de Michel Audiard, con Jean Gabin y Maurice Biraud
- 1962 : Du mouron pour les petits oiseaux, de Marcel Carné, con Paul Meurisse
- 1962 : Mélodie en sous-sol, de Henri Verneuil, con Jean Gabin y Alain Delon
- 1962 : Le Gentleman d'Epsom, de Gilles Grangier
- 1963 : Les Tontons flingueurs, de Georges Lautner, diálogos de Michel Audiard, con Lino Ventura y Bernard Blier
- 1963 : Les Barbouzes, de Georges Lautner, diálogos de Michel Audiard, con Lino Ventura y Francis Blanche
- 1964 : Une souris chez les hommes, de Jacques Poitrenaud
- 1965 : Quand passent les faisans, de Édouard Molinaro, con Paul Meurisse
- 1965 : La Métamorphose des cloportes, de Pierre Granier-Deferre, escrita junto a Michel Audiard, con Lino Ventura
- 1965 : Les Bons Vivants, de Gilles Grangier y Georges Lautner
- 1967 : Le Pacha, de Georges Lautner, diálogos de Michel Audiard, con Jean Gabin